# Hombre Demolición (cómic)
Hombre Demolición (Dennis Dunphy), también conocido como Hombre D, es un superhéroe ficticio que aparece en los cómics estadounidenses publicados por Marvel Comics, principalmente en asociación con el Capitán América.
El Hombre Demolición ha tenido apariciones limitadas en medios fuera de los cómics. Will Friedle presta su voz al personaje en el especial de Disney+ LEGO Marvel Avengers: Misión Demolición (2024), mientras que William McCullough lo interpreta en la película del Universo cinematográfico de Marvel, Captain America: Brave New World (2025).

## Historial de publicaciones
Dennis Dunphy apareció por primera vez en The Thing #28 (octubre de 1985) y fue creado por Mike Carlin y Ron Wilson. Apareció por primera vez como Hombre Demolición en Capitán América #328 (abril de 1987).El guionista de Capitán América, Mark Gruenwald, explicó su decisión de convertir a Hombre Demolición (o Hombre D, como se le conocía entonces) en el nuevo compañero del Capitán América: «Todos los compañeros anteriores del Cap — Bucky, Rick Jones, Falcon y Nomad — han sido menos poderosos que él, así que era, naturalmente, la figura dominante de la sociedad. Pero este nuevo personaje puede levantar diez toneladas, así que no se queda atrás en potencia y le saca media cabeza a CA, así que hay una relación diferente con Hombre D, como se le llama».

## Biografía ficticia
Dennis Dunphy nació en Lincoln, Nebraska. Dennis se convierte en un atleta aspirante que recibe los tratamientos de aumento de fuerza ofrecidos por Power Broker, Inc. Al descubrirse demasiado fuerte para los deportes normales, él se convierte en luchador profesional y miembro de la Federación de Lucha Libre de Clase Ilimitada (FLCI) junto con otros superhéroes y supervillanos como Beyonder, la Mole y Screaming Mimi. El se niega a perder una pelea con la Mole y es derrotado.El Amo de las Marionetas lo obliga mentalmente a atacar a la Mole.Dunphy se niega a la orden de Power Broker de ayudar a matar a Ms. Marvel. El le revela su adicción a la droga de Power Broker a la Mole y sufre una dolorosa abstinencia cuando Power Broker le corta el suministro de la droga.
Tras la caída de la FLCI, Dunphy se convierte en el Hombre Demolición y se une al Capitán América para investigar a Power Broker, Inc. Su traje está diseñado intencionalmente para que el cuerpo sea una copia del primer traje de Daredevil, y la capucha es una imitación de la de Wolverine. El rescata con éxito al Capitán América de Karl Malus y lo ayuda a atraparlo.Dunphy es capturado por Power Broker y sometido a tratamientos adicionales que aumentan su fuerza, pero dañan su corazón. Bajo la influencia del estimulante, él enloquece y ataca al Capitán América. Dunphy sufre un infarto, su segundo aumento se revierte y es hospitalizado.Dunphy se retira entonces de la actividad de superhéroe para hacerse cargo de la línea directa del Capitán América.
Poco después de esto, Steve Rogers es despojado de su traje de Capitán América por la Comisión de Actividades Sobrehumanas (CSA) y desaparece. Hombre Demolición se une a Falcon, Nomad y Vagabond para buscar a Rogers. Ellos descubren a Rogers, quien se había renombrado simplemente como "El Capitán", y todos se convierten en un equipo informal de corta duración. Ellos derrotan al Escuadrón Serpiente en su primera salida.Hombre D ayuda al Capitán, Falcon y Nomad contra Famine.Hombre D casi muere en batalla a manos de Titania.El comienza a enseñarle a Vagabond combate cuerpo a cuerpo, pero es atacado por un Nomad celoso. El lucha contra Anaconda y Slither de la Sociedad Serpiente.El es atacado y envenenado por Viper, y lucha por error contra Battlestar. Dunphy es arrestado por la CSA y retenido para interrogarlo sobre las actividades del Capitán.
Cuando Dennis es finalmente liberado por la CSA, busca al Capitán y descubre que no solo su equipo se había disuelto, sino que el equipo de los Vengadores de la Costa Este también se acababa de disolverse y que el Capitán está buscando nuevos miembros. El Capitán le pide a Hombre Demolición que se una a los Vengadores e inmediatamente parten en una misión a petición de Battlestar. El compañero de Battlestar es John Walker, el reemplazo del Capitán América, quien fue capturado por Flag-Smasher y su grupo ULTIMATUM. Mientras Battlestar y el Capitán investigaban la base ártica de ULTIMATUM, Hombre Demolición se queda con su avión. Durante la pelea, el Capitán descubre que la base de Flag-Smasher contiene un arma del fin del mundo (un generador de pulso electromagnético) y le ordena a Dunphy que ponga el avión en curso para estrellarse contra la base y luego saltar. Dennis establece el curso, pero luego ve a un agente enemigo aterrizar en el avión. Dunphy elige quedarse en el avión para asegurarse de que se estrelle. El avión explota, aparentemente con Dunphy dentro, y el Capitán América no puede encontrar ningún rastro de él.
En una aventura posterior con Jack Frost, el Capitán América ve lo que cree que es el cuerpo de Dunphy en animación suspendida cerca del Polo Norte Magnético en el Ártico. Sin embargo, él no logra liberarlo.El Hombre Demolición sobrevivió a la explosión, pero sufrió heridas que lo dejaron mudo y en estado de estupor, y es descubierto viviendo entre los inuit. Durante una historia de apoyo a "Operación: Tormenta Galáctica", él es rescatado por el U.S. Agent y Falcon y se recupera bajo el cuidado de los Vengadores.Con el tiempo, él se convierte en héroe de un grupo subterráneo de personas sin hogar llamado la Gente Cero. Dennis ayuda a los Vengadores que están siendo atacados por las fuerzas de Morgan Le Fay.
Más tarde se descubrió que Dunphy había sufrido delirios y desestabilización mental.Sus intenciones seguían siendo puras, pero había empezado a creer que un "Maestro del Juego Cósmico" le había pedido que recuperara las Gemas del Infinito, lo que Hombre D logró robando joyas. A petición de Ben Urich, Daredevil desciende a las alcantarillas y convence a Dennis de que busque ayuda.
Dennis estaba siendo considerado como un "recluta potencial" para el programa Iniciativa, según en Civil War: Battle Damage Report.
Durante la historia de Dark Reign, Hombre D se muestra sirviendo en el ejército estadounidense con su identidad civil y de forma encubierta con su disfraz de Hombre Demolición. Durante un tiempo, él inspira a varios de sus compañeros soldados a operar de forma encubierta también disfrazados, pero lo detiene por preocupación por sus carreras militares. El continúa operando por su cuenta. El se desconoce cómo se recuperó del daño cerebral y la inestabilidad mental que sufría.
En una tira de una página en I am an Avenger #2, Hombre D asiste a un picnic en la Mansión de los Vengadores y compite en un concurso de comer pasteles, superando a La Mole, Protector y Valkyrie.
Hombre D apareció en The New Avengers #7, mientras varios héroes eran entrevistados para ser niñeras de Luke Cage y Jessica Jones. El parece llorar espontáneamente y sus únicas frases son: «Me siento tan solo...», «Creo que antes parecía desesperado...» y «¿Habla alguna vez el Capitán América de mí?». Cuando Jessica Jones dice que está decidida a contratar a una niñera (Chica Ardilla), Cage bromea: «Hombre D será», a lo que ella responde: «Qué lindo».
El Hombre Maravilla recluta a Hombre Demolición para unirse a los Revengadores.Los tres Vengadores derrotan a Hombre Demolición y al resto de los Vengadores, y son enviados a la Balsa. Hombre Demolición afirma que el Gran Maestro lo llamó para reclamar las Gemas del Infinito de los Vengadores y que estos no han respondido a sus llamadas, lo que lo llevó a ser reclutado por los Revengadores.
Un Henry Peter Gyrich con el cerebro lavado lo elige para convertirse en el nuevo Azote del Inframundo.El Capitán América encuentra al nuevo Azote y ambos se enzarzan en una intensa pelea. Durante el altercado, el Capitán América reconoce a Hombre Demolición y le ruega que deje de pelear. Hombre Demolición acusa al Capitán América de hacer tratos con villanos y darles nuevas vidas en lugar de castigo, y toma el control de la pelea y del escudo del Capitán América. Justo cuando Hombre Demolición está a punto de asestar el golpe mortal, Sharon Carter llega al lugar y lo mata.
Durante la historia de Secret Wars, Dennis es resucitado accidentalmente por un joven hechicero que confunde el nombre "Hombre D" con "demonio". El visita la Mansión de los Vengadores y se reúne con Edwin Jarvis y Rage antes de morir en la incursión entre Tierra-616 y Tierra-1610.
Tras la elipsis de ocho meses tras Secret Wars, Hombre Demolición es visto como uno de los compañeros de Sam Wilson (ahora el nuevo Capitán América). No se explica cómo regresó, pero Sam simplemente comenta que "es un superviviente". Como parte del evento "All-New, All-Different Marvel", Dennis comenzó a trabajar para el Capitán América como piloto, mecánico, técnico y refuerzo de campo. Dennis también se compró una armadura de batalla para "lucer por fin".Más tarde él regresa a la FLCI para un combate benéfico especial contra Battlestar, y ambos hombres frustran un intento de robar el dinero recaudado por el evento. También se revela que él tiene novio,que más tarde se reveló que se llama Chris.
Lockjaw, el perro teletransportador del Inhumano, recluta a Hombre D para rescatar a sus hermanos. Hombre D viaja con Lockjaw por su Tierra natal y más allá. Finalmente, todos los hermanos caninos encuentran un lugar seguro: uno con la mujer que ama, la anciana vecina de Hombre D.
Más tarde se ve a Hombre D como un oficial de seguridad en el reconstruido Instituto Ravencroft.

## Poderes y habilidades
El aumento de los atributos físicos de Dennis Dunphy por Karl Malus en nombre del Mediador de Poder incrementó su fuerza física, resistencia y durabilidad a niveles sobrehumanos.Dunphy posee una fuerza sobrehumana suficiente para levantar al menos 15 toneladas. El era adicto a una droga suministrada por el Mediador de Poder basándose en una mentira de que era necesaria para estabilizar su aumento, pero fue utilizada para mantenerlo dependiente de él.El tiene una afección cardíaca, lo que aumenta su vulnerabilidad al esfuerzo excesivo. Dennis es un hábil piloto de aviones. También es un excelente combatiente cuerpo a cuerpo, especialmente en lucha libre, y recibió entrenamiento adicional del Capitán América.

## Otras versiones
- Una variante de un universo alternativo de Hombre Demolición de la Tierra-18119 aparece en The Amazing Spider-Man: Renew Your Vows.[36]
- Una variante de un universo alternativo de Hombre Demolición con temática medieval creada por Morgan le Fay aparece en Avengers (vol. 3).[37]

## Recepción
Newsarama clasificó a Hombre Demolición como el noveno peor miembro de los Vengadores, describiéndolo como alguien que tenía "el poder de una fuerza bastante fuerte, constantemente confundido con Wolverine y Daredevil, y como se demostró en el primer número de la serie Avengers de Kurt Busiek y George Pérez, olía tan mal que nadie quería acercarse a menos de 30 pies de él".

## En otros medios
- Hombre Demolición aparece como un personaje jugable en Lego Marvel Vengadores.[39]
- Hombre Demolición aparece en LEGO Marvel Avengers: Mission Demolition, con la voz de Will Friedle.[40][41]Esta versión es miembro de Control de Daños y aspirante a miembro de los Vengadores.
- Dennis Dunphy aparece en Captain America: Brave New World (2025), interpretado por William McCullough.[42][43]Esta versión es un comandante SEAL de la Marina y amigo de Sam Wilson, quien luego es asesinado por el Líder.